# Marius Tscherning
Marius Hans Erik Tscherning, född 11 december 1854 i Østrup vid Odense, död 1 september 1939, var en dansk oftalmolog.
Tscherning tog medicinsk examen 1878 och doktorsgraden 1882 på avhandlingen Myopiens Ætiologi, som utarbetats bland annat på basis av en undersökning av ett mycket stort antal värnpliktiga, och som i hög grad reformerade uppfattningarna om närsynthetens orsaker. Han gjorde därefter kandidattjänst och reste på studieresa 1883–84. I Paris anställdes han som directeur adjoint vid Sorbonnes oftalmologiska laboratorium 1884 och blev samtidigt förste underläkare vid Gilles de Grandmonts ögonklinik, 1884–88, varefter han tog fransk doktorsgrad på avhandlingen La loi de Listing, 1887. Han anställdes därefter som ögonläkare vid dövstuminstitutet i Paris samtidigt som han öppnade privatpraktik. Han publicerade en rad fysiologisk-optiska arbeten och tilldelades Prix Barbier 1891 och Prix Meynot 1893. År 1901 efterträdde han Louis Émile Javal som direktör för Sorbonnes oftalmologiska laboratorium och 1910 professor vid Köpenhamns universitet och tillika överläkare vid Rigshospitalets oftalmologiska avdelning, befattningar vilka han innehade intill 1925. 
Tschernings laboratorium i Paris blev ett vetenskapligt centrum av hög rang som lockade inte bara så gott som alla Nordens oftalmologer, utan även många från andra länder. Han konstruerade en rad nya apparater (aberroskopet, kromatoskopet, oftalmofakometern etc.) och genomförde mätningar av optiska fenomen, som tidigare endast i begränsad omfattning varit möjliga. Förutom talrika specialavhandlingar utgav han Œuvres ophthalmologiques de Thomas Young (1894) och Optique physiologique (1898).